# Nel cuore del caos
Nel cuore del caos è il settimo ed ultimo album in studio dei Vanadium, pubblicato nel 1995.
Il titolo del cd e della prima traccia è preso da un'opera pittorica (acrilico su tela cm100x120) dell'artista e poeta Norman Zoia che è anche il principale autore di tutte le liriche, tranne la cover di Bryan Adams. La stessa Piazza San Rock (track 7) è ispirata a un'altra opera-performance di Zoia. Da questo lavoro è stato girato un video per Nero Sogno Grunge (track 2).
Interessante poi l'omaggio a Rudolf Nurejev in Vodka & Luna (track 8). Dopo lo scioglimento avvenuto nel 1990, il gruppo, su richiesta di Pino Scotto e Lio Mascheroni, si riunisce per dare alle stampe un album cantato quasi totalmente in italiano. Il risultato però è al di sotto delle aspettative (Tessarin e lo stesso Scotto affermeranno di aver commesso un errore) e, dopo un tour di circa 150 serate, la band si scioglie definitivamente.

## Tracce
Tutte le tracce sono di Scotto-Zoia-Tessarin-Prantera, eccetto dove specificato diversamente.
1. Nel Cuore del Caos (Scotto-Zoia-Tessarin-Prantera-Tacco) - 3:42
2. Nero Sogno Grunge - 3:44
3. Come il Piombo - 3:07
4. Stivali con le Ali - 4:03
5. Il Mondo di Lù - 3:06
6. Sono Sotto Shock - 2:42
7. Piazza San Rock - 4:13
8. Vodka e Luna - 3:14
9. Ancora "On the Road" - 4:03
10. Summer of '69 (Adams-Vallance) - 3:54 (Bryan Adams Cover)

## Formazione
- Pino Scotto - voce
- Steve Tessarin - chitarra
- Mimmo Prantera - basso
- Ruggero Zanolini - tastiere
- Lio Mascheroni - batteria

### Collaborazioni
- Max Prandi - armonica in Piazza San Rock